# Quận Catoosa, Georgia
Quận Catoosa là một quận trong tiểu bang Georgia, Hoa Kỳ. Quận lỵ đóng ở thành phố Ringgold 6. Theo điều tra dân số năm 2000 của Cục điều tra dân số Hoa Kỳ, quận có dân số 53.282 người 2. Năm 2007, ước tính dân số quận là 62.241 người.
Quận được lập ngày 5 tháng 12 năm 1853.